# إدين آتيتش
إدين آتيتش مواليد 19 يناير 1997 في بوغوينو، البوسنة والهرسك، هو لاعب كرة سلة بوسني. بدأ مسيرته الاحترافية في سنة 2013. يلعب مع نادي ميغا لكرة السلة. يحمل الرقم 10. يبلغ طوله 6 قدم 7 بوصة (2.0 م).

## روابط خارجية
- إدين آتيتش على موقع الاتحاد الدولي لكرة السلة (الإنجليزية)
- إدين آتيتش على موقع الدوري الأوروبي لكرة السلة (الإنجليزية)
- إدين آتيتش على موقع كرة السلة الأوروبية.كوم (الإنجليزية)
- إدين آتيتش على موقع DraftExpress.com (الإنجليزية)
- إدين آتيتش على موقع ريلجم (الإنجليزية)
- إدين آتيتش على موقع بروبوليرز (الإنجليزية)
- إدين آتيتش على موقع سبورتس رفرنس (الإنجليزية)